# Vela ai Giochi della XXXI Olimpiade - Finn
Le gare di vela della classe Finn maschile dei Giochi della XXXI Olimpiade si sono volte dal 9 al 16 agosto 2016 nella baia di Guanabara, con arrivo e partenza presso Marina da Glória.